# District d'Opotiki
Le district d'Opotiki est situé dans la région de la Baie de l'Abondance, sur l'île du Nord de la Nouvelle-Zélande. Le siège du conseil du district est situé dans la ville éponyme d'Opotiki (en).

## Géographie
Le district d'Opotiki s'étend sur 1 104,54 km2 et est bordé à l'est par l'océan Pacifique et à l'ouest par les monts Raukumara, dont le sommet le plus élevé est le mont Hikurangi à 1 754 m de haut. Le district est surtout composé de collines à pente assez raide, entrecoupées par des cours d'eau rapides, le plus grand étant le fleuve Motu. Les plaines inondables situées sur la côte et les terrasses constituent les seules régions peu accidentées du district. La ville d'Opotiki elle-même est située sur la plus grande plaine inondable, où se rencontrent les fleuves Otara et Waioeka. Le sud-ouest du district est caractérisé par ses plages de sable et ses collines basses, et le nord-est est connu pour ses plages rocheuses et collines à pente raide se terminant en falaises sur la côte. La population humaine est donc surtout concentrée sur la côte sud-ouest.

### Climat
Le district d'Opotiki a un climat tempéré. Les températures moyennes en été avoisinent les 25 °C sur la côte, encourageant la culture surf dans la baie de l'Abondance. En hiver les jours sont souvent ensoleillés et la température ne descend jamais en dessous de 0 °C. Il peut toutefois y avoir une légère gelée la nuit. On peut voir un peu de neige tomber sur les plus hautes montagnes ; elle peut y rester plusieurs semaines sur les sommets les plus élevés (de plus de 1 000 m). La pluie peut survenir à n'importe quelle époque de l'année et peut déclencher des inondations.

### Géologie
Le district est géologiquement composé principalement de grauwacke de la fin du Jurassique jusqu'à la fin du Crétacé, recouvert de lœss des âges de glace du Pléistocène et de cendre volcanique des volcans des régions de Rotorua et de Taupo. Il y a un volcan non loin de la côte, sur l'île Whakaari/White Island, qui constitue un risque de tsunami. Il y a également un risque de tremblement de terre, mais le district est un peu à l'est des failles majeures, donc le risque est moindre. Il n'y a pas de ressources minérales importantes, quoique le grauwacke peut contenir des guyots autrefois exploités pour l'or ou le cuivre.

## Diversité écologique

### Flore
La flore du district a été en grande partie préservée due à la difficulté du terrain, rendant l'agriculture compliquée. Il constitue une frontière naturelle géographique et climatique. Il est à la limite sud des mangroves (Avicennia resinifera) de ce côté de l'île du Nord de la Nouvelle-Zélande, et à la limite sud de l'arbre Litsea calicaris (en). Dans les montagnes, se trouvent les individus les plus septentrionaux de beaucoup d'espèces de plantes alpines néo-zélandaises (Ranunculus insignis, Ourisia (en), etc). La baie d'Ohiwa, reste d'un système de vallées créées l'âge glaciaire, abrite une dernière petite forêt de Nothofagus solandri, arbres cousins des hêtres de l'hémisphère Nord.
Les forêts côtières consistent en pohutukawa (Metrosideros excelsa), palmiers nikau, et beaucoup de petits buissons appartenant aux genres Pseudopanax, Coprosma, etc., parmi eux Olearia pachyphylla, endémique au district, et Carmichaelia williamsii (en).
Plus à l'intérieur des terres, se trouve la forêt pluviale tempérée. La canopée est dominée par de grands arbres, dont la tawa, le puriri et la pukatea, portant des épiphytes (fougères, lys et orchidées) et de lianes, incluant la kiekie. En dessous de la canopée, se trouvent diverses fougères, certaines atteignant jusqu'à dix mètres de haut, ainsi que l'ortie Urtica ferox et le buisson vénéneux appelés tutu (Coriaria).
Les régions plus montagneuses abritent de denses forêts de Nothofagus ; y sont également des laîches du genre Gahnia et la Coprosma foetidissima qui, comme son nom l'indique, dégage une odeur déplaisante. Au-dessus de la lisière des arbres, on trouve le buisson Olearia et des herbes alpines. Le petit buisson tutu (Coriaria pottsiana (en)) est endémique au district.
Les vallées des cours d'eau et les plaines aux alentours abritent de riches terres dévolues à l'agriculture. Plus près des monts, se trouvent des plantations d'arbres, majoritairement Pinus radiata, destinées à la sylviculture.

### Faune
Les espèces animales introduites qui sont considérées nuisibles (dont le cerf, le porc, la chèvre et le cousou) sont nombreuses dans les régions sauvages du district. On peut également trouver des moutons et du bétail sauvages, « échappés » des fermes proches. 
Dans les régions plus développées on trouve des oiseaux introduits originaires du Royaume-Uni (le merle noir, la grive musicienne, plusieurs espèces de pinson, le moineau, le faisan, le canard colvert, le faucon), la colin de Californie, et des espèces néo-zélandaises : le tui, des rhipidures, le riroriro, le tauhou, le martin-pêcheur, et le pukeko. Dans la forêt, il y a surtout des espèces néo-zélandaises, comme celles citées ci-dessus, mais également le kereru, le whio, le korimako, et le mopoke. On y a plus rarement trouvé des exemples de kokako.
Les poissons du district sont, à part les anguilles, toutes des espèces assez petites, mais de la truite (non native) est présente dans certaines rivières. Sur la côte pacifique, il y a une grande diversité marine : pipi (le nom maori pour Paphies australis), kina, tuatua, coquille Saint-Jacques, langouste et de nombreuses espèces de poissons (vivaneau, kahawai, gurnard…).

## Histoire

### Avant l'arrivée des Européens
Les premiers habitants du district sont probablement des membres des iwi Tini ou Toi, descendants de la waka Takitumu, venue à la région de Whakatane à partir de Taranaki. Quelques générations plus tard ils seront suivis des Tainui et des Te Arawa ; les Maoris habitant le district aujourd'hui, de la tribu Ngaitai, descendent des Tainui. Pendant cette période on trouve également des migrations depuis Taranaki de la part de certains membres des waka Nukutere et Rangimatoru.
Plusieurs générations plus tard encore, les Mataatua arrivent à Whakatane depuis un endroit appelé Parinuitera (aujourd'hui soit Young Nick's Head ou l'île Ahuahu des îles Mercure). Les tribus Whakatohea et Whanau a Apanui se disent descendants des mariages mixtes entre Mataatua et les migrants plus anciens. La migration appelée Te Heke o Te Rangihouhiri, qui se soldera par la création de la tribu Ngaiterangi de Tauranga, contribue également à l'augmentation de la population.
L'un des plus anciens ancêtres des Whakatoa, Tarawa, cacha ses origines, disant qu'il avait croisé la mer à la nage aidé de poissons surnaturels qu'il appela ses « favoris » ou « enfants » (pōtiki). Arrivant un peu à l'ouest d'Opotiki, il installe ces poissons dans une source qui sera ainsi imbue de sa mana. La source, o pōtiki mai tawhiti (« des enfants qui viennent de loin ») est devenue célèbre. Une forme raccourcie de son nom sera ensuite appliqué à la ville et à tout le district. « Opōtiki » signifie donc « (le lieu) des enfants ».

### Les débuts de la colonisation
Le premier contact entre les Maoris locaux et les Européens date de 1769, quand le capitaine James Cook longe la côte de la Bay of Plenty. Au début du XIXe siècle, les premiers marchands et chasseurs de baleine arrivent. Les années 1820 voient de nombreuses invasions armées des Ngapuhi du Northland. Les iwi d'Opotiki commençaient alors à acheter des armes à feu, mais ils n'en avaient pas assez pour contrer les Ngapuhi et furent donc forcés de battre la retraite, de la côte à l'intérieur des terres, assez difficile d'accès.
Les années 1830 et 1840 étant plus paisibles, les iwis retournent à la côte pour profiter du commerce avec les marchands et chasseurs de baleine. Les missionnaires maoris chrétiens commencent à alphabétiser les Maoris et à leur enseigner la religion chrétienne. En 1840, est signé le traité de Waitangi pour sa signature de la part des iwi de la région. Peu après, l'implantation de plusieurs missionnaires européens (Britanniques et Français) commencent. À cette époque, le village situé où se trouve aujourd'hui la ville d'Opotiki s'appelle pa Kowhai. Il y a d'autres villages importants à Tunapahore et Te Kaha.
Les années 1850 et 1860 voient une continuation du développement de la région. Les iwis commencent à pratiquer l'agriculture avec des méthodes et des cultures européennes (particulièrement le blé, le porc et la pêche), qu'ils vendent à Auckland. Il n'y avait alors que peu d'Européens dans le district, dont assez peu de Britanniques ; parmi eux se trouvent Henri Agassiz, le frère du scientifique suisse-américain Louis Agassiz, et Karl Völkner, un missionnaire allemand converti à l'Anglicanisme.

### Guerre
L'invasion britannique du Waikato fait que les Whakatohea deviennent loyaux aux forces anti-britanniques. En 1864 ils envoient des guerriers aider les Ngaiterangi, qui battent les Britanniques à la Gate Pa, mais en voyageant sur la côte ils sont attaqués par une force de Britanniques et Te Arawa. Le chef des Whakatohea, Te Aporotanga, est fait prisonnier et exécuté par la femme d'un chef Arawa tué pendant la bataille. Cette action est incompatible avec les coutumes de guerre maori, mais la guerre étant menée selon les coutumes occidentales, cette action est prise comme un signe que les Britanniques n'étaient plus vus comme ennemi civilisé. La revanche, ou utu, est prise en tuant le missionnaire Karl Völkner, recruté en tant qu'agent au service du gouverneur britannique, Sir George Grey ; il lui transmettait des rapports secrets sur les forces ennemies. Cet incident provoque l'invasion d'Opotiki de la part des forces britanniques en 1865. En quelques années le district est colonisé par les militaires, et les iwi maori confinés à leurs villages et peu de terres. Une petite guerre guérilla s'ensuit, menée par le chef Whakatohea Hira te Popo et le chef Tuhoe Eru Tamaikowha, mais ceux-ci se rendent et sont amnistiés.
La guerre revient au district en 1870 quand le chef guérilla Te Kooti devient actif dans la région. Pendant plusieurs années lui et ses guerriers habitent la petite région appelée Te Wera, d'accès difficile, à l'extrême sud-ouest du district d'Opotiki. Après une amnistie il déménage à la baie d'Ohiwa, sur la côte, entre Opotiki et Whakatane.

### Histoire récente
La paix revenue, la plus grande partie des terres est prise par les colons Britanniques ; ils y élèvent le mouton ou le bétail (et plus tard la vache laitière). Au milieu du XIXe siècle, se font les premiers mariages mixtes . Le district perd des hommes envoyés lutter dans les Première et Seconde guerres mondiales, mais plus grand encore sera le nombre de morts dus à la grippe de 1918.
La ville d'Opotiki ne devient pas un grand centre urbain de la Bay of Plenty à cause du petit nombre de terres cultivables et à sa baie dangereuse. Pendant le XXe siècle, elle voit le commerce et l'administration locale préférer Whakatane, situation qui commence à s'inverser lentement avec une augmentation de la population. Les grandes inondations des années 1950 et 1960 mènent à la construction de levées qui ont depuis protégé la ville. L'économie de celle-ci s'améliore depuis le boom du kiwi de la fin du siècle.

## Personnalités liées à Opotiki
- René Lannuzel, prêtre originaire de Pen Allan Garo en France.

### Sources
- (en) A.C. Lyall, Whakatohea of Opotiki, A.H. & A.W. Reed, 1979
- (en) R. Halbert, Horouta, Reed Books, 1999,  (ISBN 0790006235)
- (en) Final counts – census night and census usually resident populations, and occupied dwellings - Bay of Plenty Region, Statistics New Zealand

- (en) Cet article est partiellement ou en totalité issu de l’article de Wikipédia en anglais intitulé « Opotiki » (voir la liste des auteurs).